# Мышкув-Святовит
Мышкув-Святовит (пол. Myszków Światowit) — остановочный пункт железной дороги (платформа) в городе Мышкув, в Силезском воеводстве Польши. Имеет 2 платформы и 2 пути.
Остановочный пункт на железнодорожной линии Варшава — Катовице, построен в 1946 году.